# Basilica di Superga
Basilica di Superga eller Superga-basilikaen ligger på toppen af bjerget af samme navn øst for Torino i Italien. Byggeriet blev iværksat af kong Viktor Amadeus 2. som tak til Jomfru Maria, efter at man havde besejret franskmændene, som angreb Torino i 1706. Projektet blev udført at arkitekten Filippo Juvarra og stammer fra 1711.
Basilika-kirken er gravsted for mange medlemmer af den italienske kongefamilie, Huset Savoyen.
Bagsiden af konstruktionen blev 4. maj 1949 ramt af et fly, som var på vej tilbage fra Lissabon til Torino. Med flyet var Torinos store fodboldhold, Il Grande Torino, som dengang regnedes som et af verdens absolut bedste og var mangedobbelt italiensk mester. Samtlige ombordværende omkom, og den dag i dag er der oppe bagved Superga-basilikaen et historisk mindesmærke for Torinos fodboldhold. Hertil valfarter masser af Torino-fans hvert år for at hædre de omkomne. 
Den del af murene, som blev ødelagt ved flystyret, ses i dag stadig tydeligt, da det blev besluttet ikke at rekonstruere dem.
45°04′50″N 7°46′03″Ø / 45.08062°N 7.76737°Ø